# Jan Czudek
Jan Czudek (*1973 Jablunkov) je církevní hodnostář, statutární zástupce diecéze Ostravsko-opavské a vysokoškolský pedagog.

## Život
Narodil se v roce 1973 v Jablunkově v Moravskoslezském kraji. V polském jazyce vystudoval gymnázium v Českém Těšíně. Teologii vystudoval na Cyrilometodějské teologické fakultě Univerzity Palackého v Olomouci (CMTF UP). Jáhnem byl vysvěcen v roce 1998, poté nastoupil na základní vojenskou službu. V roce 1999 byl vysvěcen na kněze biskupem Františkem Lobkowiczem a následně nastoupil jako kaplan do Karviné. Po roce 2000 působil v Jeseníkách, v letech 2002–2007 byl děkanem bruntálského děkanátu. Poté odcestoval na čtyřletou stáž do Spojených států. Po návratu do Česka působil několik let v Ostravě – Staré Bělé a následně v Opavě při katedrále Nanebevzetí Panny Marie, kde se stal též děkanem opavského děkanátu. Jmenováním do funkce delegát ad omnia Ostravsko-opavské diecéze se stal po biskupovi Martinovi Davidovi jejím druhým statutárním zástupcem. Po jmenování biskupa Davida sídlením biskupem se stal generálním vikářem diecéze.
Doktorskou hodnost Th.D. získal Jan Czudek za práci „Člověk a lidské svědomí jako východiska morální teologie Bernharda Häringa“ na CMTF UP, kde v současné době přednáší „Etiku manželství a rodiny“ a „Sociální etiku“. Hovoří plynně česky, polsky, anglicky, dále italsky a německy. Kromě církevních povinností se též aktivně věnuje sportu. Knězem je i jeho mladší bratr Roman Czudek, který působí jako rektor Papežské koleje Nepomucenum v Římě.